# یکسوسازی نوری

یک الکترون (بنفش) توسط یک نیروی نوسانی سینوسی، یعنی میدان الکتریکی نور، به طرفین رانده می‌شود. اما از آنجا که الکترون در یک پتانسیل ناهارمونیکی (منحنی سیاه) قرار دارد، حرکت الکترون سینوسی نیست. سه فلش، سری فوریه حرکت را نشان می‌دهند: فلش آبی مربوط به پذیرفتاری معمولی (خطی)، فلش سبز مربوط به تولید هارمونیک دوم و فلش قرمز مربوط به یکسوسازی نوری است. (وقتی هیچ نیروی نوسانی وجود ندارد، الکترون در حداقل پتانسیل قرار دارد، اما وقتی نیروی نوسانی وجود دارد، به‌طور متوسط، به مقداری که با فلش قرمز نشان داده شده است، به سمت راست متمایل است)

طرح‌واره‌ای از یک بلور یونی بدون میدان الکتریکی اعمال شده (بالا)، و با میدان الکتریکی سینوسی ناشی از موج نور (پایین). این تاری نشان‌دهندهٔ نوسان سینوسی یون‌ها است. فلش قرمز نشان دهنده یکسوسازی نوری است: میدان الکتریکی نوسانی باعث تغییر موقعیت میانگین یون‌ها می‌شود که به نوبه خود قطبش دی‌سی کریستال را تغییر می‌دهد.

یکسوسازی الکترونوری (اختصاری ئی‌اوآر) (به انگلیسی: Electro-optic rectification) (EOR) یا یکسویِش الکترونوری که به آن یکسوسازی نوری (به انگلیسی: optical rectification) یا یکسویِش نوری نیز گفته می‌شود، یک فرایند نوری غیرخطی است که شامل تولید یک قطبش شبه-دی‌سی (quasi-DC) در یک محیط غیرخطی در هنگام عبور یک پرتو نوری شدید است. برای شدت‌های معمول، یکسوسازی نوری یک پدیده مرتبه دوم است که بر اساس فرایند معکوس اثر الکترونوری است. این مورد برای اولین بار در سال ۱۹۶۲ گزارش شد، زمانی که تابش لیزر یاقوت از طریق بلورهای پتاسیم دی‌هیدروژن فسفات (KDP) و پتاسیم دی‌دوتریوم فسفات (KDdP) عبور داده شد.

## توضیح
یکسوسازی نوری را می‌توان به‌طور شهودی بر اساس خواص تقارن محیط غیرخطی توضیح داد: درحضور یک جهت داخلی ترجیحی، قطبش همزمان با میدان محرک، علامت خود را معکوس نمی‌کند. اگر دومی توسط یک موج سینوسی نشان داده شود، یک قطبش دی‌سی (DC) متوسط ایجاد خواهد شد.
یکسوسازی نوری مشابه اثر یکسوسازی الکتریکی تولید شده توسط دیودها است، که در آن یک سیگنال اِی‌سی (AC) می‌تواند به دی‌سی تبدیل ("یکسوسازی") شود. با این حال، این همان چیز نیست. یک دیود می‌تواند میدان الکتریکی سینوسی را به جریان دی‌سی تبدیل کند، در حالی که یکسوسازی نوری می‌تواند میدان الکتریکی سینوسی را به قطبش دی‌سی تبدیل کند، اما نمی‌تواند جریان دی‌سی ایجاد کند. از سوی دیگر، قطبش متغیر نوعی جریان است؛ بنابراین، اگر نور تابیده شده شدیدتر و شدیدتر شود، یکسوسازی نوری باعث ایجاد جریان دی‌سی می‌شود، در حالی که اگر نور کمتر و کمتر شود، یکسوسازی نوری باعث ایجاد جریان دی‌سی در جهت مخالف می‌شود. اما باز هم، اگر شدت نور ثابت باشد، یکسوسازی نوری نمی‌تواند جریان دی‌سی ایجاد کند.
وقتی میدان الکتریکی اعمال شده توسط یک لیزر با پهنای پالس فمتوثانیه اعمال می‌شود، پهنای‌باند طیفی مرتبط با چنین پالس‌های کوتاهی بسیار بزرگ است. ترکیب اجزای فرکانسی مختلف، قطبش ضربانی (پالسی) ایجاد می‌کند که منجر به انتشار امواج الکترومغناطیسی در ناحیه تراهرتز می‌شود. اثر ئی‌اوآر تا حدودی شبیه به انتشار الکترودینامیکی کلاسیک تابش توسط یک بار شتاب‌دهنده/شتابگیر (accelerating/decelerating) است، با این تفاوت که در اینجا بارها به شکل دوقطبی مقید هستند و تولید تراهرتز به پذیرفتاری مرتبه دوم محیط نوری غیرخطی بستگی دارد. یک ماده محبوب برای تولید تابش در محدوده 0.5 – ۳ تراهرتز (طول‌موج ۰٫۱ میلی‌متر) تلورید روی است.
یکسوسازی نوری همچنین بر روی سطوح فلزی با اثری مشابه تولید هارمونیک دوم سطحی رخ می‌دهد. با این حال، این اثر تحت تأثیر مثلاً برانگیختگی الکترون غیرتعادلی قرار می‌گیرد و عموماً به شیوه‌ای پیچیده‌تر بروز می‌کند.
مشابه سایر فرآیندهای نوری غیرخطی، گزارش شده است که یکسوسازی نوری نیز هنگامی که پلاسمون‌های سطحی روی سطح فلز برانگیخته می‌شوند، افزایش می‌یابد.

## کاربردها
همراه با شتاب‌دهی حامل‌ها در نیم‌رساناها و پلیمرها، یکسوسازی نوری یکی از سازوکارهای اصلی تولید تابش تراهرتز با استفاده از لیزر است. این با سایر فرآیندهای تولید تراهرتز مانند پلاریتونیک متفاوت است که در آن تصور می‌شود ارتعاش شبکه قطبی، تابش تراهرتز را تولید می‌کند.